# Nirim
Nirim (hebr. נירים; ang. Nirim; pol. Łąki) – kibuc położony w Samorządzie Regionu Eszkol, w Dystrykcie Południowym, w Izraelu. Członek Ruchu Kibuców (hebr. התנועה הקיבוצית Ha-Tenu’a ha-Kibbucit).

## Położenie
Kibuc jest położony na zachodniej krawędzi pustyni Negew, w odległości około 10 kilometrów od Morza Śródziemnego. W odległości 2 km na zachód od kibucu przebiega granica Strefy Gazy. W jego otoczeniu są kibuce Ein HaSzlosza, Magen i Nir Oz, natomiast w Strefie Gazy są wioski Abasan as-Saghira, Abasan al-Kabira i Kirbat Ikza'a.

## Demografia
Liczba mieszkańców Nirim:

## Historia
Kibuc Nirim został założony w nocy z 5 na 6 października 1946 roku, jako jedno z jedenastu osiedli żydowskich utworzonych w północnej części pustyni Negew w ramach operacji „11 Punktów na Negewie” (hebr. הנקודות, 11 HaNekudot) realizowanej przez Agencję Żydowską. Celem było rozszerzenie granic przyszłego państwa żydowskiego, a jednocześnie budowa osiedli spełniających pierwszą linię obrony w przypadku wrogiej napaści. Założycielami była grupa żydowskich imigrantów z syjonistycznej organizacji młodzieżowej Ha-Szomer Ha-Cair, którzy wcześniej przeszli szkolenie w kibucu Nir Dawid na północy kraju. Osada Nirim znajdowała się pierwotnie bardziej na południowy zachód i bliżej egipskiej granicy. Początkowo nazywała się ona Dangor, na cześć rabina Dangora z Suezu.
Podczas I wojny izraelsko-arabskiej w dniu 15 maja 1948 roku doszło tutaj do bitwy o Nirim, w wyniku której Egipcjanie ponieśli ciężkie straty i musieli odstąpić od dalszego oblężenia osady. W wyniku wrogiego ostrzału zniszczone zostały wszystkie domy. Po wojnie Siły Obronne Izraela ze względów strategicznych podjęły decyzję o przeniesieniu kibucu w nowe miejsce położone w odległości około 10 kilometrów na północny wschód od swojej pierwotnej lokalizacji (powstała tam wioska Nir Jicchak). Współczesna osada Nirim powstała w sąsiedztwie starożytnej synagogi Horvot Maon. Kolejne lata charakteryzowały się dużymi trudnościami gospodarczymi i bezpieczeństwa, dla którego najważniejszym zagrożeniem były ataki Fedainów. W latach 1955–1956 kibuc stał się celem ostrzału egipskiej artylerii ze Strefy Gazy. Wybudowano wówczas schrony dla mieszkańców. Kolejne wojny nie przyniosły spodziewanego pokoju, i wokół kibucu wybudowano ogrodzenie, a okoliczne drogi regularnie patrolowało wojsko. Pomimo to, co jakiś czas dochodziło do incydentów zbrojnych i niektórzy członkowie kibucu zginęli podczas prac polowych. W latach 70. XX wieku kibuc został zasilony imigrantami z Wenezueli, Argentyny i innych krajów Ameryki Łacińskiej. Było to silnym impulsem do rozwoju ekonomicznego. W kolejnych latach powiększono powierzchnię nawadnianych pól i rozbudowano osadę. Wybuch Intifady Al-Aksa w 2000 roku przyniósł początek ostrzału rakietami Kassam. Po ewakuacji osiedli żydowskich ze Strefy Gazy w 2005 roku, część terenów rolniczych przy kibucu Nirim została przejęta na potrzeby budowy dróg patrolowych dla wojska strzegącego granicy. Podczas operacji Płynny Ołów w 2008 roku mieszkańcy zostali ewakuowani do kibucu Miszmar ha-Emek.

### Nazwa
Nazwa kibucu Nirim (pol. Łąki) pochodzi od batalionu pracy „Nir” z ruchu młodzieżowego Ha-Szomer Ha-Cair. Członkowie tego batalionu przyczynili się do powstania kibucu.

## Kultura i sport

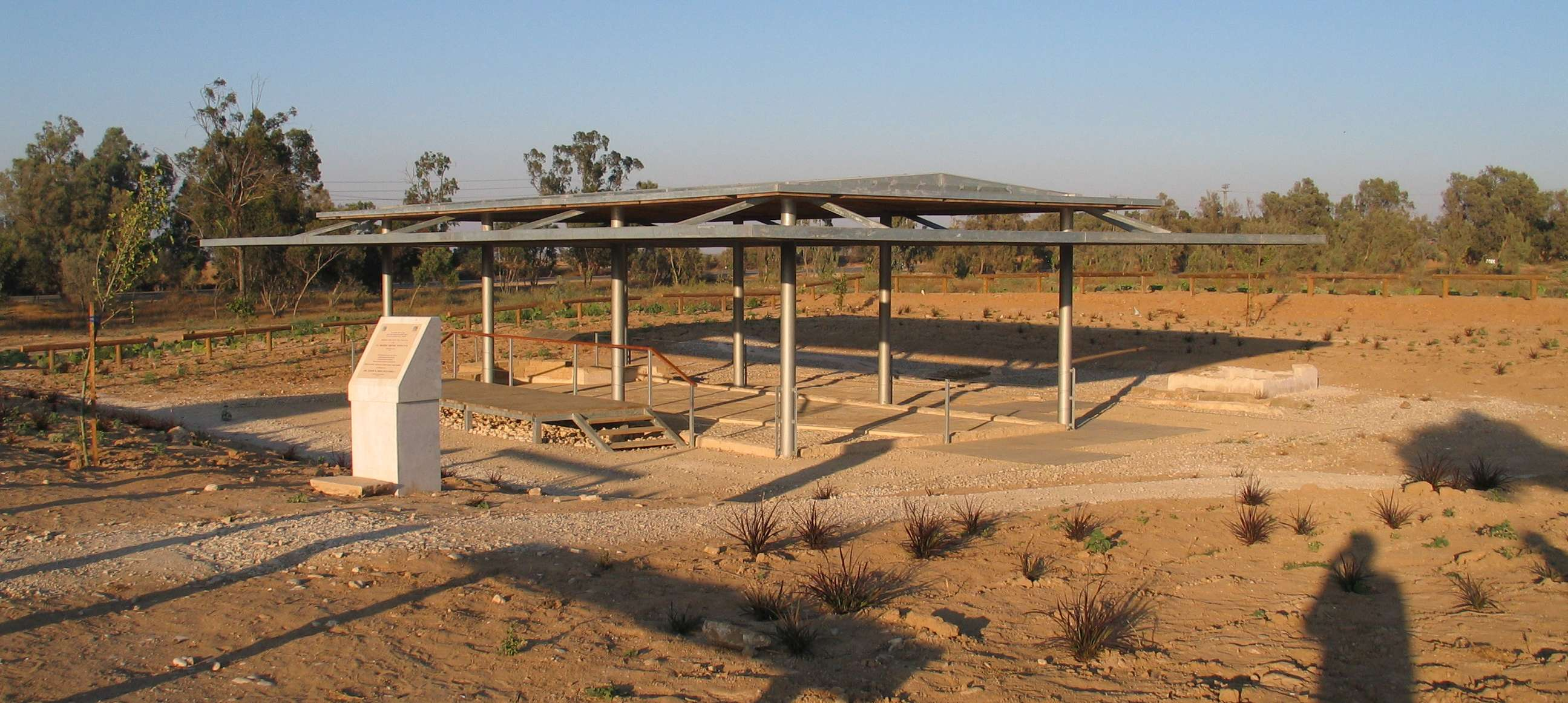
Ruiny synagogi Horvot Maon

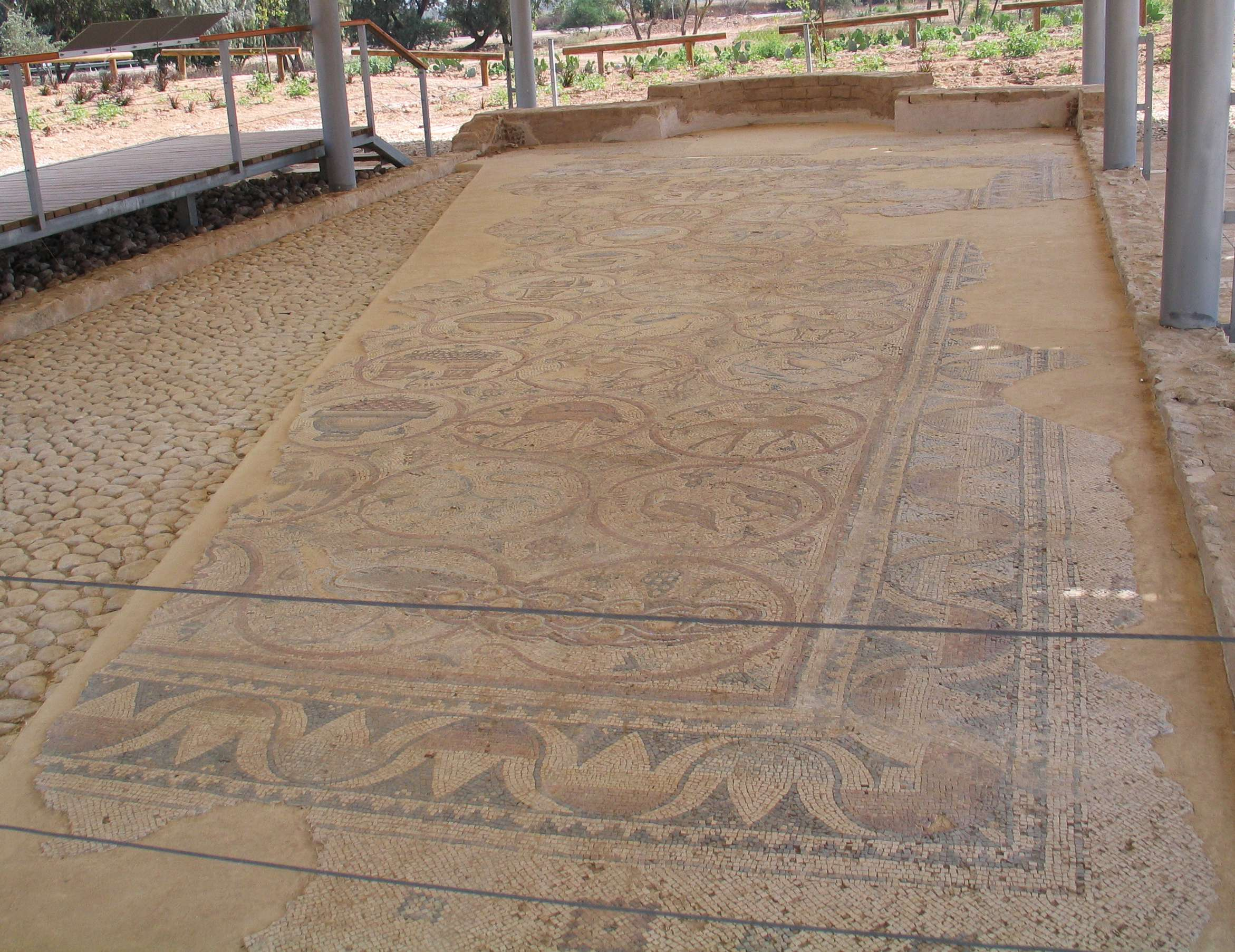
Zachowane mozaiki we wnętrzu synagogi Horvot Maon

W kibucu znajduje się ośrodek kultury z biblioteką. Działa tutaj zespół folklorystyczny Latino, prezentujący tradycyjną muzykę ludową i folklor kultury języka ladino. Z obiektów sportowych jest basen kąpielowy, centrum odnowy biologicznej, sala sportowa, siłownia, boisko do piłkii nożnej oraz korty tenisowe. W 1996 powstała strzelnica Nirim.

## Edukacja
Kibuc utrzymuje przedszkole.

## Turystyka
Na południowy wschód od kibucu Nirim, przy drodze do sąsiedniego kibucu Nir Oz, znajdują się ruiny starożytnej synagogi Horvot Maon, pochodzącej sprzed VI wieku. W jej wnętrzu zachowały się mozaiki podłogowe. Synagoga została odkryta podczas budowy drogi w 1957. Podczas tych prac uszkodzono część mozaiki. Prace konserwatorskie rozpoczęto dopiero w 2006. Dzięki pomocy Żydowskiego Funduszu Narodowego i filantropa Sandy Galeta, mozaiki zostały oczyszczone i przywrócone do pierwotnego wyglądu. W 2009 ruiny synagogi udostępniono do zwiedzania.

## Gospodarka
Gospodarka kibucu opiera się na intensywnym rolnictwie z wykorzystaniem zaawansowanych metod i technologii. Tutejsze pola są intensywnie nawadniane, powstały także szklarnie. Uprawiane są: pszenica, jęczmień, ziemniaki, rzepa, marchew, kukurydza, arbuzy, słonecznik, groch, rzodkiewka i orzeszki ziemne, które w znacznej części są eksportowane do Europy. Od 1999 w coraz większym stopniu rozwijane są uprawy ekologiczne, które obejmują obecnie ponad 3 tys. hektarów. Sad zajmuje powierzchnię prawie 290 ha, na których uprawia się najbardziej popularne w Izraelu odmiany awokado. Gospodarstwo rolne szklarni Nirel Nurseries specjalizuje się w hodowli różnych odmian kwiatów geranium i sadzonek pelargonii. Rośliny są rozprowadzane przez sieć dystrybutorów w całej Europie.
W branży usługowej w kibucu znajduje się biuro turystyczne i warsztat mechaniczny.

## Infrastruktura
W kibucu znajduje się ośrodek zdrowia, klinika stomatologiczna, zakład kosmetyczny, i sklep wielobranżowy.

## Komunikacja
Z kibucu wyjeżdża się w kierunku wschodnim na drogę nr 2410, którą jadąc na północ dojeżdża się do kibucu Ein HaSzlosza i dalej do drogi nr 242, lub jadąc na południowy wschód dojeżdża się do kibuców Nir Oz i Magen, a dalej do skrzyżowania drogi nr 232 z drogą nr 241.